# Acatlán, Veracruz
Acatlán là một đô thị thuộc bang Veracruz, México. Năm 2005, dân số của đô thị này là 2893 người.